# Campylopus subporodictyon
Campylopus subporodictyon là một loài Rêu trong họ Dicranaceae. Loài này được (Broth.) B.H. Allen & Ireland mô tả khoa học đầu tiên năm 2002.